# Kanadabalsam
Kanadabalsam (Balsamum canadese) ist das transparent austrocknende Baumharz der kanadischen Balsam-Tanne (Abies balsamea), aber auch der Fraser-Tanne (Abies fraseri). Ähnliche Balsame liefern Pseudotsuga menziesii (Oregonbalsam) sowie die Kolorado-Tanne (Abies concolor) und Tsuga canadensis. Er stammt meistens aus Nordamerika und Kanada.

## Gewinnung
Kanadabalsam stammt aus Harzbeulen, die sich in den Sommermonaten unter der Rinde und dickeren Ästen der Bäume bilden. Diese werden angestochen und abgezapft.

## Eigenschaften
Kanadabalsam ist eine viskose, klebrige, farblose bis gelbliche Flüssigkeit, die sich zu einer transparenten gelblichen Masse verwandelt, wenn die ätherischen Öle verdunstet sind. Er besteht zu 70–80 % aus Harz (α-, β-Canadinolsäure, Canadoresen und verschiedenen Harzsäuren) sowie 16–27 % ätherischen Ölen (α- und β-Pinen sowie β-Phellandren und Limonen). Der Flammpunkt liegt bei 43 °C.
Mittels Wasserdampfdestillation kann aus dem Kanadabalsam (+)-cis-Abienol gewonnen werden, welches wiederum für die synthetische Herstellung des Duftstoffes Ambrox verwendet wird.

## Verwendung
Gereinigter und gefilterter Kanadabalsam wurde aufgrund seiner hohen optischen Qualität und der Ähnlichkeit seines Brechungsindexes (n= 1,54) mit dem von Kronglas (n = 1,55) traditionell in der Optik verwendet. Weil die Grenzstelle zwischen Balsam und Glas nach dem Aushärten so gut wie unsichtbar wird, verkittete man mit diesem durchsichtigen Terpentin Linsen zu Linsengliedern oder Prismen zu einem Glan-Thompson-Prisma. Kratzer in Glasscheiben, früher oft auch in Brillen, reparierte man damit möglichst unsichtbar. Kanadabalsam ist bei guten Optikern erhältlich.
Als Edelterpentin, mit dem Venezianer Terpentin ähnlichen Eigenschaften, ist es in der Ölmalerei bei der Herstellung von Malfarben von Bedeutung.
Auch wird er als Einschlussharz, zur Konservierung wasserfreier Präparate als Einbettungsmedium in der Mikroskopie verwendet (→Mikrotom); man verwendet in Xylol oder Chloroform gelösten Kanadabalsam. Auch kam er in der Dunkelfeldmikroskopie und der Immersions-Mikroskopie zur Anwendung.
In vielen Bereichen wird Kanadabalsam seit Jahren durch Acrylharze substituiert, da diese langzeitstabiler, preiswerter, schneller aushärtend und besser lagerbar sind.
Im unausgehärteten Zustand ist Kanadabalsam ein aromatisch duftender Riechstoff und traditionelles Heilmittel für Blutergüsse, Verbrennungen und Wunden, Erkältungen und sogar Knochenbrüche. In Kanada wird es volkstümlich verwendet bei Husten und Verletzungen.